# Nantucket Sleighride (Mountain)
Nantucket Sleighride is een album uit 1971 van de Amerikaanse rockband Mountain. 

## Tracks
1. "Don't Look Around" (West/Palmer/Pappalardi/Collins) - 3:42
2. "Taunta (Sammy's Tune)" (Pappalardi) - 1:00
3. "Nantucket Sleighride (To Owen Coffin)" (Pappalardi/Collins) - 5:49
4. "You Can't Get Away" (West/Collins/Laing) - 3:23
5. "Tired Angels (To J.M.H.)" (Pappalardi/Collins) - 4:39
6. "The Animal Trainer And The Toad" (West/Palmer) - 3:24
7. "My Lady" (Laing/Pappalardi/Collins) - 4:31
8. "Travellin' In The Dark (To E.M.P.)" (Pappalardi/Collins) - 4:21
9. "The Great Train Robbery" (West/Laing/Pappalardi/Collins) - 5:43
10. "Travellin' In The Dark (To E.M.P.)" (Pappalardi/Collins) - 5:14 (Live bonus track. Stond niet op het originele album)